# Branston Pickle

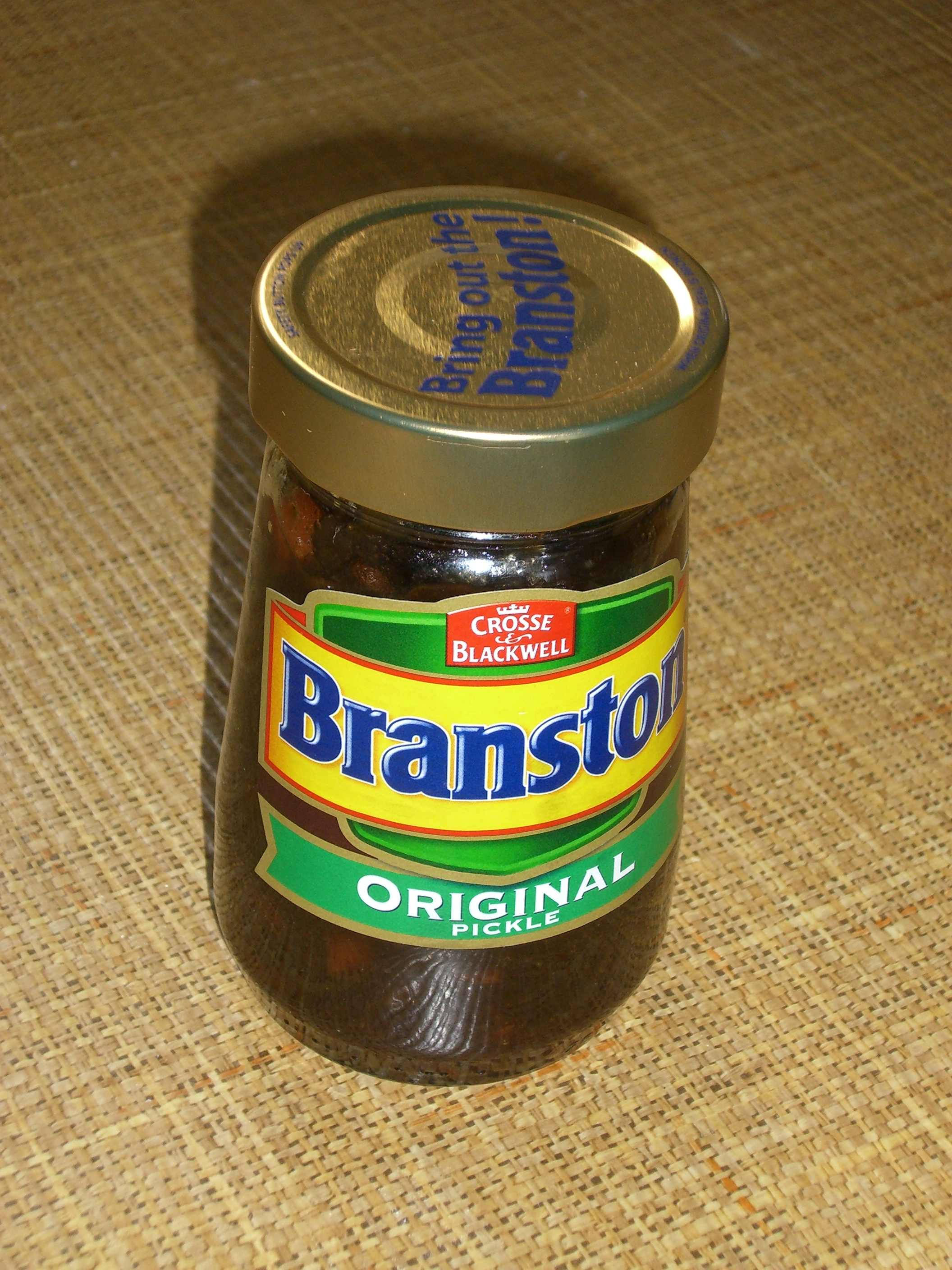
Un tarro de Branston Pickle.

Branston Pickle es un relish encurtido comercializado por la marca de alimentos Branston del Reino Unido. Fue fabricado por primera vez en 1922 en Branston, un suburbio de Burton upon Trent, por Crosse & Blackwell.
En 2004 la marca fue comprada por Premier Foods, trasladándose a Bury St Edmunds en Suffolk, donde poco después un incendio casi destruyó la fábrica, reduciendo las existencias del producto a la mitad. Desde su introducción se ha convertido en una marca líder, vendiendo unos 28 millones de tarros al año en el Reino Unido.

## Encurtido original
El Branston Pickle se hace con diversos vegetales cortados en dados, incluyendo rutabaga, zanahoria, cebolla, coliflor y pepinillo encurtidos en una salsa hecha con vinagre, tomate, manzana y dátil con especias como la mostaza, el cilantro, el ajo, la canela, la pimienta negra, el clavo, la nuez moscada y la pimienta roja con azúcar. En los últimos años el jarabe de maíz rico en fructosa ha reemplazado al azúcar en el producto vendido en el mercado norteamericano.
El Branston Pickle es dulce y picante, con una consistencia parecida al chutney, conteniendo trocitos de verdura en una salsa marrón espesa y pegajosa. Suele servirse como parte del ploughman's lunch, un plato típico de los pubs británicos. También se combina frecuentemente con queso cheddar en sándwiches, ofreciendo muchas tiendas de sándwiches británicas la opción de cheese and pickle (‘queso y encurtido’). Está disponible en la versión estándar con trozos, existiendo también una variedad para sándwiches, en la que los trozos de verdura son menores, por lo que resulta más fácil de untar. En los últimos años Premier Foods también ha lanzado una variedad «exprimida» en botella de plástico. También existió durante un tiempo una variante picante, pero no resultó tan popular y actualmente es difícil de encontrar. En diciembre de 2007 Premier anunció que adoptaba la tecnología de etiquetas inteligentes Timestrip para las unidades vendidas en tiendas Tesco del Reino Unido. Esta etiqueta ayuda al consumidor a saber cuándo se termina el período recomendado de consumo tras la apertura del tarro (8 semanas).

## Variedades genéricas
Como con cualquier producto popular, otros fabricantes han desarrollado sus propias variedades de encurtido de tipo Branston. Muchos supermercados cuentan con versiones de marca blanca. Para evitar los problemas del uso de la marca registrada, la mayoría de fabricantes ha adoptado el término sweet pickle (‘encurtido dulce’).

## Extensión de la marca
En un momento Walkers fabricó una variedad de crisps llamada Cheese and Branston Pickle.
En octubre de 2005 Premier Foods lanzó los Branston Baked Beans con una amplia campaña publicitaria destinada a quitar cuota de mercado a Heinz. Premier Foods también ha intentado aprovechar la tradicional marca Branston Pickle fabricando el relish en cuatro sabores diferentes: Hot Chilli & Jalapeño (guindilla y jalapeño), Gherkin (pepinillo), Sweet Onion (cebolla dulce) y Tomato & Red Pepper (tomate y pimiento rojo).